# Parc culturel d'Albarracín
Le parc culturel d'Albarracín est un espace naturel protégé situé dans les comarques de Sierra de Albarracín et de la Comunidad  de Teruel (province de Teruel), en Aragon,.
C'est l'un des cinq parcs culturels d'Aragon - avec San Juan de la Peña, Río Vero, Río Martín et Maestrazgo -, déclarés comme tels le 22 mai 2001. Décret 107/2001 du Gouvernement d'Aragon.

## Description

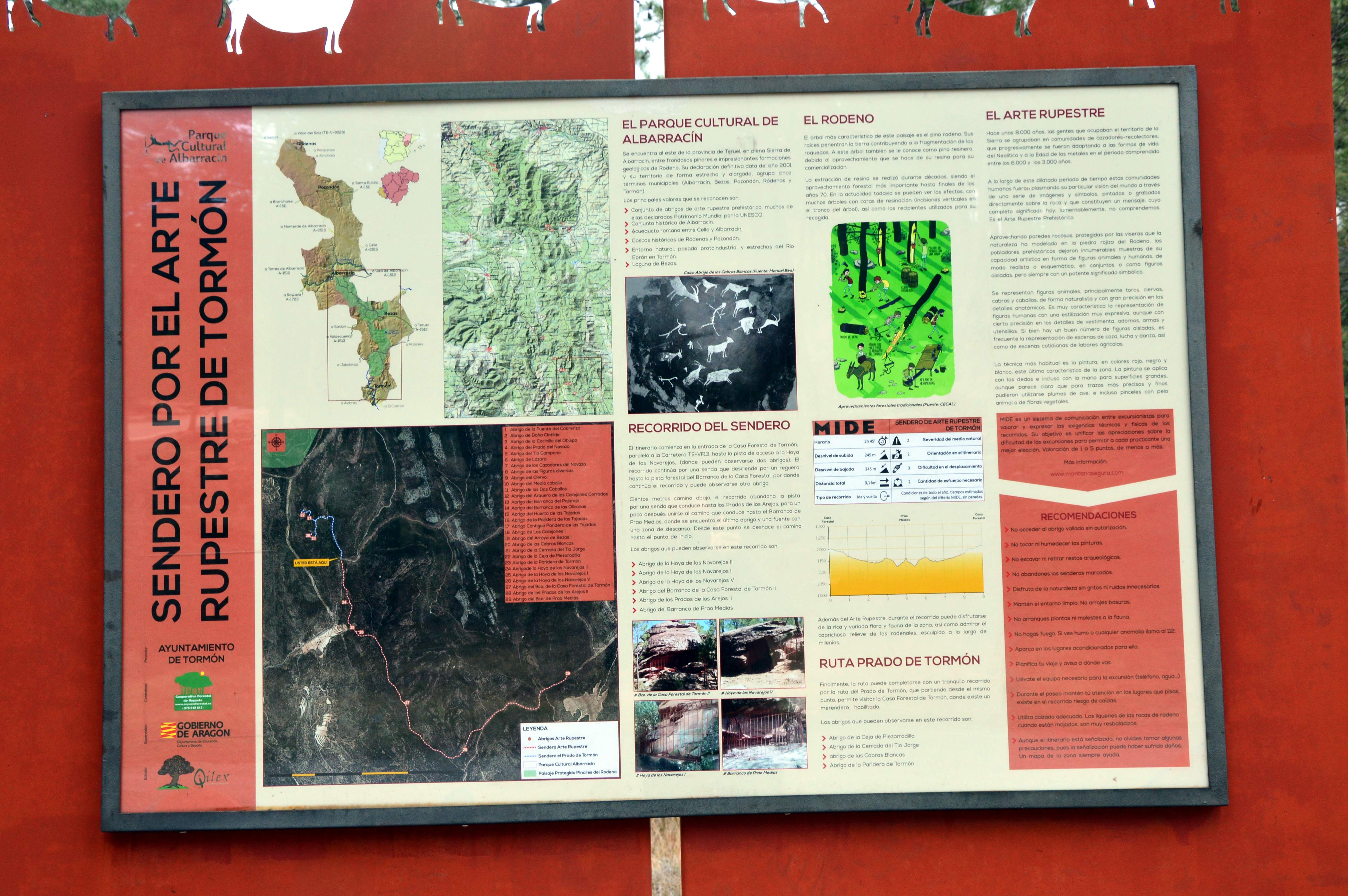
Panneau information.

Situé à l'est de la province de Teruel, au cœur de la sierra d'Albarracín, le parc culturel se caractérise géomorphologiquement par son territoire montagneux, avec des forêts de pins denses et un environnement impressionnant.
Le territoire géographique qui compose le parc a une forme allongée, avec les communes de Albarracín au centre, Ródenas et Pozondón au nord et Bezas et Tormón au sud.

## Patrimoine culturel du parc
Parmi les principales valeurs patrimoniales qu'il possède, il convient de souligner :
- Les manifestations de l'Art rupestre du bassin méditerranéen de la péninsule Ibérique déclarées patrimoine mondial par l'UNESCO[3] que l'on retrouve de nombreux abris sous roche et grottes.
- Des complexes urbains remarquables, des échantillons d'architecture traditionnelle (fours, moulins, ateliers de tissage, blanchisseries…), sites archéologiques, vestiges de la guerre civile espagnole (1936-1939), etc.

### Abris sous roche du parc culturel
les premières peintures ont été découvertes par les locaux et étudiées par Henri Breuil (1877-1961) et Hugo Obermaier (1877-1943), dans les années 1920 (1926-1927). Elles ont été déclarées Bien d'Intérêt Culturel (BIC). Avec le reste de l'arc méditerranéen de la péninsule ibérique, les peintures rupestres de la Sierra de Albarracín ont été déclarées site du patrimoine mondial en décembre 1998.
Sentier du Prado de Tormón :
- Abri des Cabras Blancas
- Abri de la Cerrada del Tío Jorge
- Abri de la Paridera de Tormón
- Abri de la Ceja de Piezarrodilla

Sentier de l'Art Rupestre de Tormón :

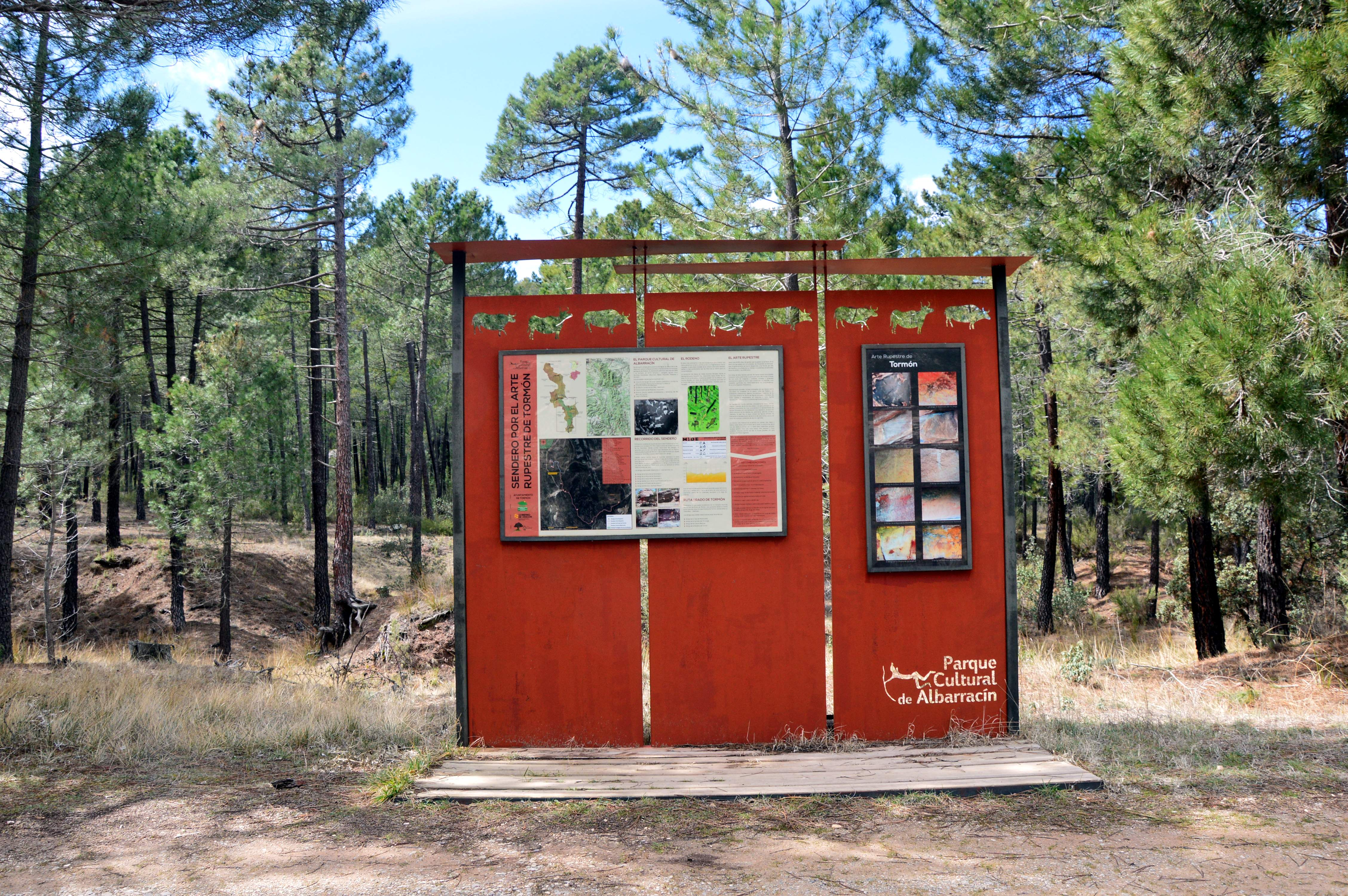
Panneau de contenu relatif aux peintures rupestres de Tormón.

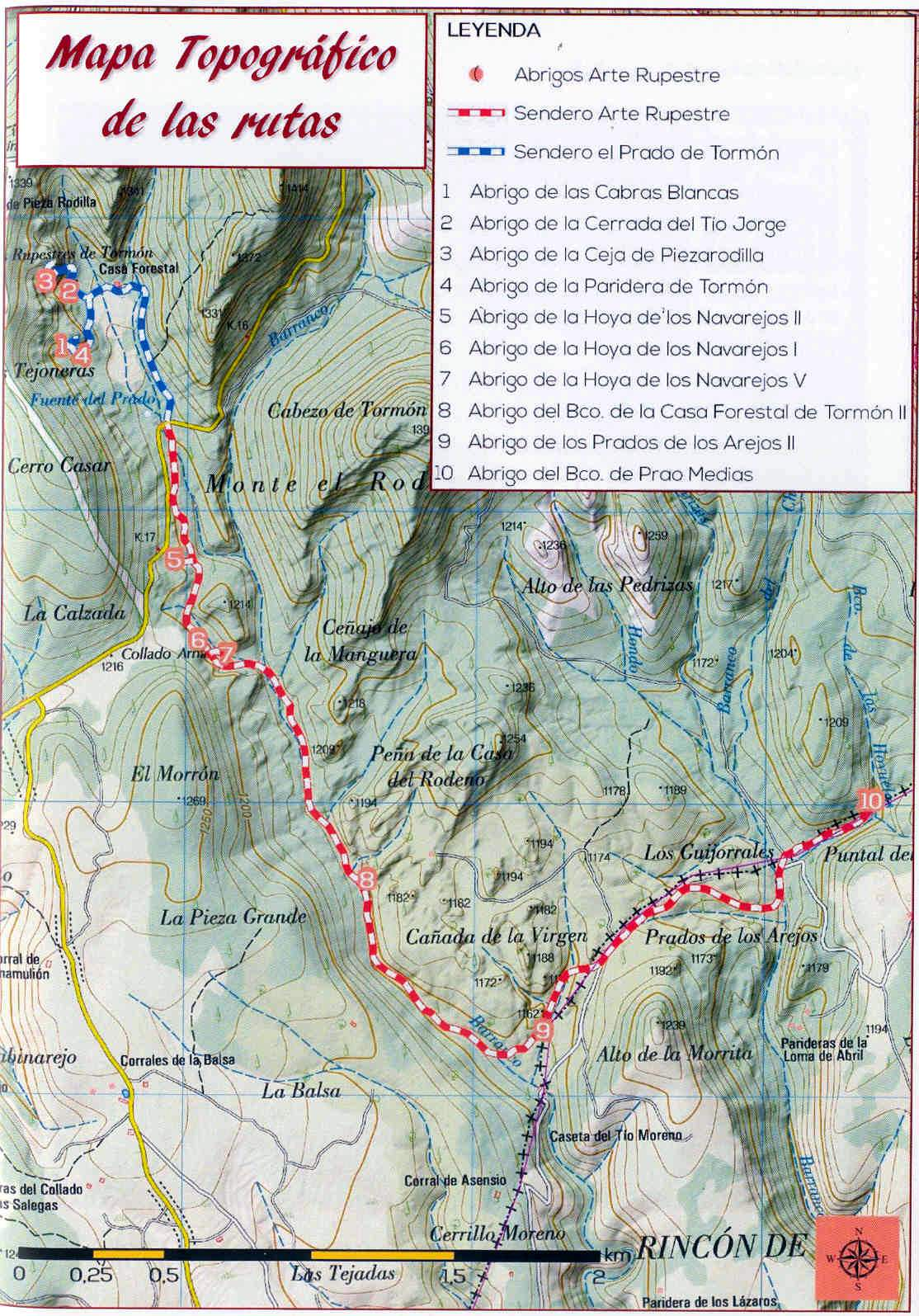
Carte de la route des abris sous roche du massif de Tormón.

- Abri de la Hoya de los Navarejos I
- Abri de la Hoya de los Navarejos II
- Abri de la Hoya de los Navarejos V
- Abri du Barranco de la Casa Forestal de Tormón II
- Abri de Prados de los Arejos II
- Abri du Barranco de Prao Medias

Zone d'Albarracín :
- Abri de Los Toros del Prado del Navazo
- Abri de los Cazadores del Navazo
- Abri de la Fuente del Cabrerizo
- Abri de la Cocinilla del Obispo
- Abri des Figuras Diversas
- Abri du Medio Caballo
- Abri Tío Campano
- Abri de Lázaro

## Patrimoine naturel
Cet ensemble est immergé dans un environnement naturel de haute valeur naturelle et paysagère, dans lequel il convient de mettre en valeur l'aire protégée des Pinares de Rodeno, avec ses formations rocheuses caractéristiques (grès faciès du Trias inférieur).

### Flore

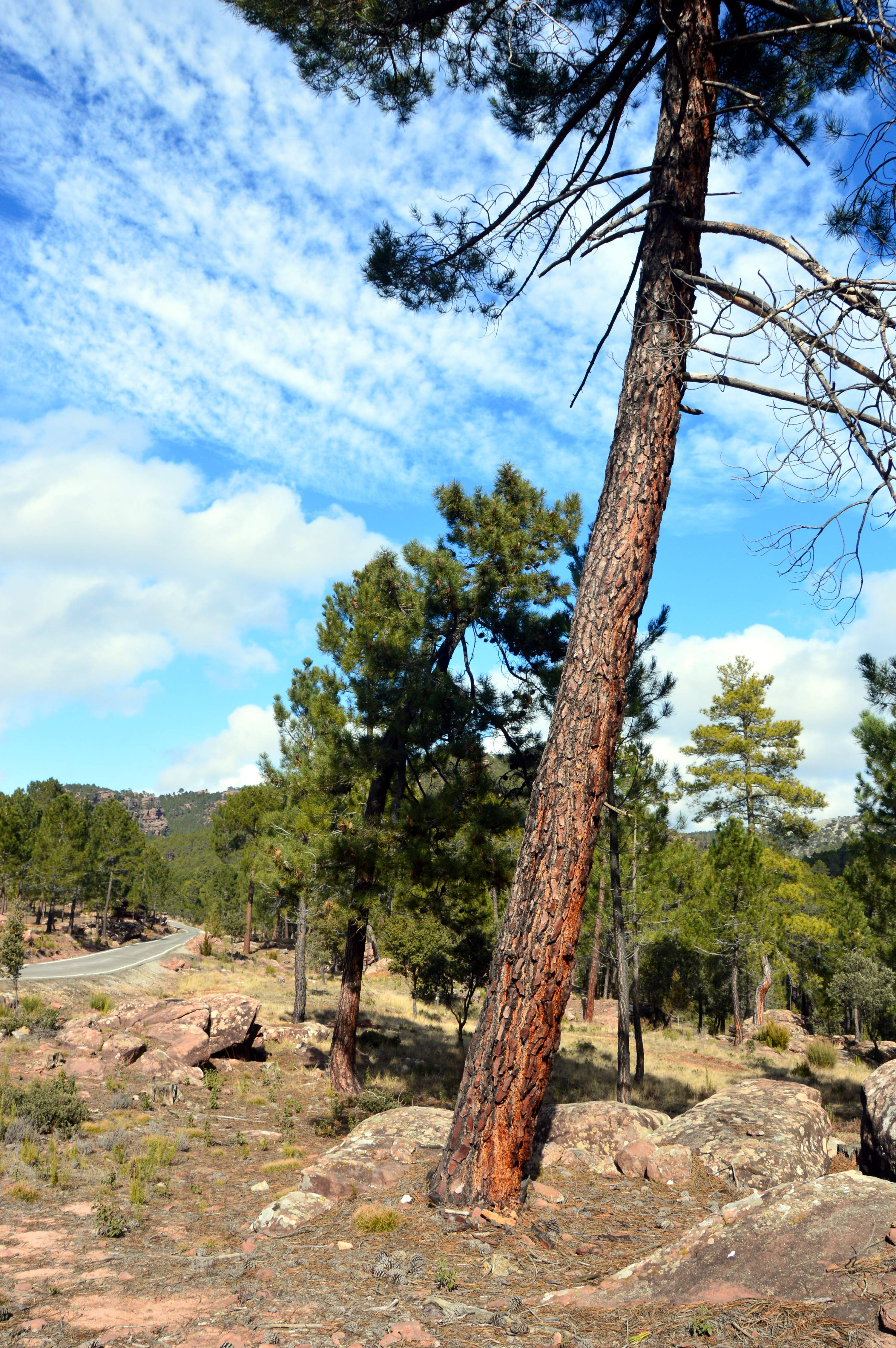
Pin rodeno.

Parmi la flore et la végétation du parc, se distinguent le pin rodeno (Pinus pinaster), le pin noir (Pinus nigra) et le pin sylvestre (Pinus sylvestris). Au milieu de la pinède se trouvent également le genévrier thurifère (Juniperus thurifera) et le genévrier de Phénicie (Juniperus phoenicea), qui est moins commun ; ainsi que différentes espèces de chênes : le chêne vert (Quercus ilex), persistant ; le chêne faginé (Quercus faginea) et le chêne tauzin (Quercus pyrenaica), ce dernier aux feuilles marcescentes.
En ce qui concerne la strate arbustive, on distingue une variété de ciste à feuilles de laurier (Cistus laurifolius), de bruyère arborescente (Erica arborea), de bruyère callune (Calluna vulgaris) et d'arbousier (Arbutus unedo) dans certaines zones.
D'autres espèces de sous-bois sont le fraisier des bois (Fragaria vesca) et plusieurs espèces d'orchidaceae, qui prolifèrent dans les zones humides comme la digitale pourpre (Digitalis purpurea), la belladone (Atropa belladonna), une plante vénéneuse typique des zones ombragées et avec une odeur désagréable.

### Faune

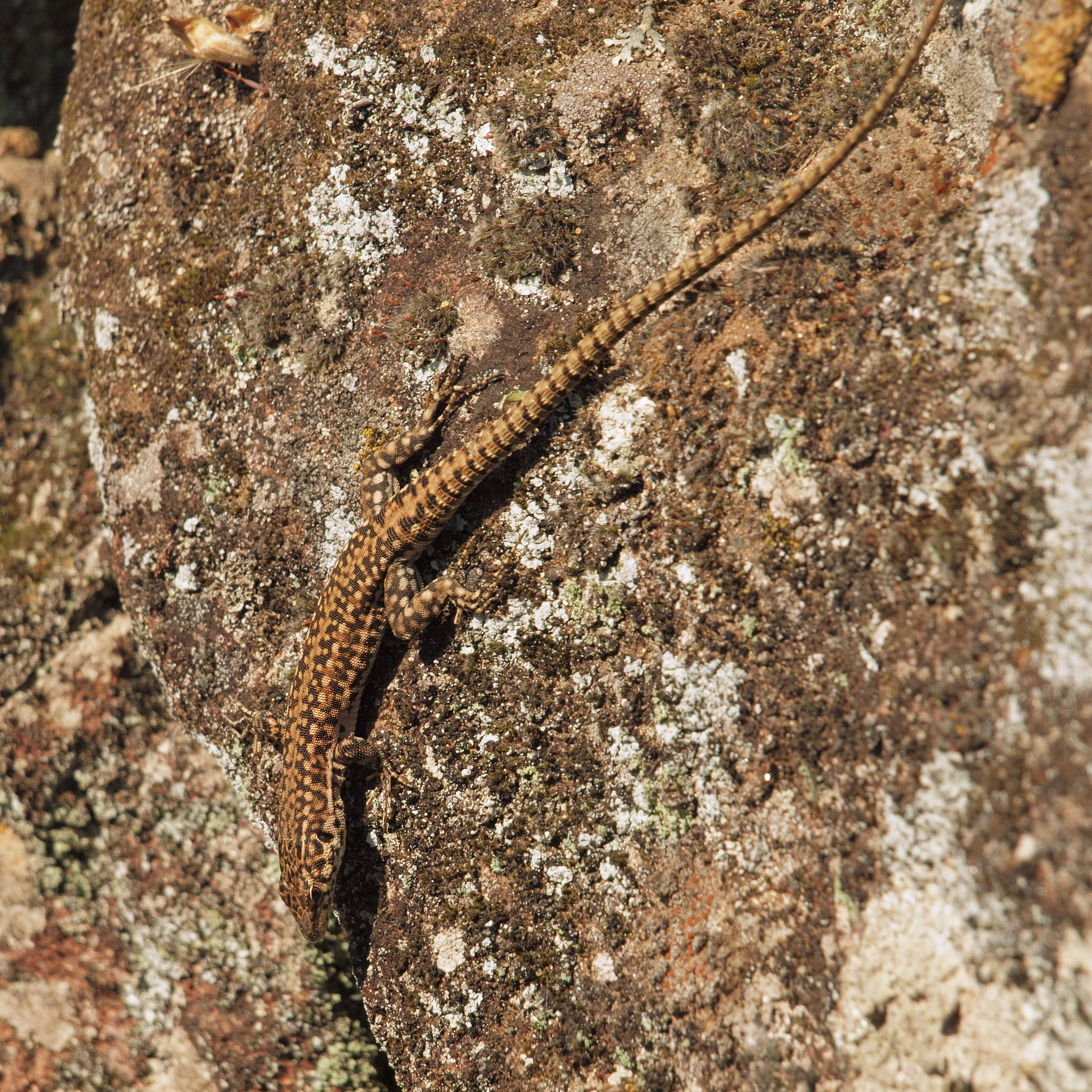
Lézard ibérique.

Les espèces de gibier comprennent le bouquetin ibérique, le cerf, le lapin, le chevreuil, le daim, le sanglier, le lièvre et le renard. Espèces non-gibier : l'écureuil, la martre, le chat sauvage et le blaireau.
Cependant, les oiseaux constituent le groupe faunique le plus important, atteignant jusqu'à une centaine d'espèces - notamment celles liées à la forêt : passeriformes ; Parmi les rapaces diurnes, on distingue l'aigle botté et le circaète Jean-le-Blanc, la buse variable et les faucons. Parmi les oiseaux de proie nocturnes figurent la chouette.
Parmi les reptiles, on distingue le lézard ibérique (Podarcis hispanicus), le lézard ocellé et le serpent commun, la grenouille et le crapaud commun.

### Ressources mycologiques
Les espèces fongiques (saprophytes et mycorhizes) sont très abondantes dans le Monte del Rodeno. Parmi les champignons comestibles, se distinguent le célèbre lactaire délicieux (Lactarius deliciosus), les hygrophores (Hygrophorus), les macrolepiotas, les coprinus, etc. Le champignon chevalier (Tricholoma equestre) est aujourd'hui considéré comme non comestible, bien qu'il ait toujours été consommé dans la région. On y trouve également en abondance la marasme des Oréades (Marasmius oreades), les morilles (Morchella), l'oronge(Amanita caesarea), etc.

## Équipements et services
Le parc culturel d'Albarracín dispose actuellement d'un grand nombre d'installations et de services, parmi lesquels des informations touristiques, des centres de musées et un réseau de sentiers qui composent un itinéraire de plus de 70 km, unissant toutes les villes du parc et passant par les principaux points d'intérêt : abri sous roche, lieux de la rivière Ebron à Tormón, paysage karstique de Pozondón, etc. Concernant les informations touristiques, le parc dispose d'un guide. 